# Гаївка (Хмельницький район)
Гаївка (до 2016 року — Ульянове) — село в Україні,  у Теофіпольській селищній громаді Хмельницького району Хмельницької області.

## Географія
Розташоване за 25 км. від районного центру, на височині за кілька кілометрів від верхів’я річки Жердь, на лівому березі річки Збруч, яка бере початок на околиці села. Населення становить 239 осіб. До 2020 орган місцевого самоврядування — Шибенська сільська рада.
Село Гаївка знаходиться на межі Хмельницької та Тернопільської областей.

## Історія
У XVI ст., частина Подільського тракту (шляху, що з'єднував важливі населені пункти) проходила через сусідні села – за десять кілометрів від села Шибена. Чимало людей, були зацікавлені побудувати житло і поселення недалеко від тракту по якому йшли регулярні перевезення пасажирів, вантажів і пошти. Саме це було передумовою до появи одиничних забудов, а в майбутньому – причиною до створення нового невеликого поселення (Гаївки) з кількох дворів, посередині між селом Шибена та важливим трактом.
Проте, на початку XVII ст., після одного з набігів татар на території Поділля, усі довколишні села та будинки були спалені, або наполовину зруйновані, тому більшість жителів внаслідок відсутності необхідної інфраструктури переселились на старі місця проживання. Лише декілька старожилів залишились у маленькому поселенні, що у майбутньому перетвориться на село Гаївка, але в той час, воно ще не вважалось окремою адміністративно-територіальною одиницею. 
Процес поділу Польщі наприкінці XVIII ст., був причиною встановлення нового чіткого кордону між Російською і Австрійською імперіями у XIX ст. Межа проходила по річці Збруч і тому село Шибена в складі якого територіально перебувало поселення (Гаївка) – стає одним із прикордонних сіл і належить до Старокостянтинівського повіту Волинської губернії. 

### Перша Світова війна 1914 — 1918 рр.
В період Першої світової війни, сучасна Гаївка знаходилася на прикордонній межі з Австрійською імперією, тому використовувалася як прифронтова територія на якій почали зводити зміцнене містечко.
7 (20) листопада 1917 року, відповідно до.Третього Універсалу Української Центральної Ради, увійшло до складу Української Народної Республіки.

### Міжвоєнний період 1920-ті — 1930-ті рр.
У міжвоєнний період УРСР в складі СРСР проводила політику зміцнення своїх кордонів, і таким чином територія прифронтового поселення безперечно підходила для формування військового містечка. Під час Першої світової війни, географічне розташування поселення показало свою ефективність, адже знаходилося недалеко від кордону з Австрійською імперією, та перебувало на Подільській височині. 
Оскільки сучасна територія села, до XX ст. була у спільному адміністративно-територіальному складі села Шибена. 1924 року група селян виділилася з Шибени спровокувавши адміністративно-територіальний поділ с. Шибена, і на віддалених земельних наділах, де вже побутувало декілька сімей, заснувала нове село, яке вирішили назвати на честь В. І. Леніна-Ульянова. 1925 рік називають датою за якою закріпилася перша офіційна назва населеного пункту – Улянове. В Уляновому проживали військові та кілька дворів місцевих, що віддавна освоїли цю територію. 
Для забудови села, держава у 1926 р. виділила переселенцям кредит. Забудова велася за розробленим проєктом, який передбачав прямолінійні вулиці i площу в центрі. Село поділене на три вулиці з поперечними з’єднаннями, які формують прямокутну конструкцію, що зберегла свій вигляд до сьогодні .
Комсомольський осередок села став ініціатором створення колгоспу. Спочатку у колгосп вступило 12 найбідніших селян. Активними його фундаторами були Володимир Оніксімов, Андрій та Аврам Басюки, Микола Коломисюк, Каленик Хоптяний, Тимофій Баб'юк і Матвій Римар.
На початку 1927 р. в селі відкрито пункт по ліквідації неписьменності. 3 1930 р. почала працювати початкова школа. На 1940 р. в ній було 5 класів, навчалося 100 учнів, працювало 4 учителі .

### Друга Світова війна 1939 — 1945 рр.
У 1939 році, з моменту підписання протоколу про розподіл у сферах впливу на Європейському континенті між СРСР і Німеччиною, на західноукраїнських землях почався процес окупації Радянським Союзом. Тому військове поселення Улянове втратило своє стратегічне значення, оскільки нові кордони перемістилися на кількасот кілометрів. Усі військові були виселені з населеного пункту та переведені на інші позиції, а адміністративний контроль над селом Улянове передано назад у підпорядкування с. Шибена. 
З початком німецько-радянської війни нацистські загарбники перервали мирне життя ульянівців — 5 липня 1941 р. село було окуповано. Гітлерівці запровадили нові порядки, закрили школу, пограбували і розорили колгосп, нанісши йому збитків на 2283,8 тисячі карбованців. Майже всіх молодих людей вивезено до Німеччини. 
Назву села замість комуністичного «Улянове» було змінено на Гаївка. 
4 березня 1944 року, в результаті стрімкого наступу танкістів 16-гвардійської механізованої бригади, село звільнили від окупантів. Назву села змінили знову на комуністичний лад. На честь загиблих односельчан в період Другої світової споруджено обеліск, на якому викарбувано 50 прізвищ.

## Сучасність
В селі працювала початкова школа, клуб, бібліотека, медичний пункт, які зараз не працюють. 
Село повністю електрифіковано, радіофіковано, проведено газ та водопостачання. 
В Гаївці лісів немає, тут переважає степова зона, чорнозем і глина. 
12 червня 2020 року, відповідно до розпорядження Кабінету Міністрів України № 727-р «Про визначення адміністративних центрів та затвердження територій територіальних громад Хмельницької області», увійшло до складу Теофіпольської селищної громади. 
19 липня 2020 року, в результаті адміністративно-територіальної реформи та ліквідації Теофіпольського району, село увійшло до складу Хмельницького району.

## Відомі люди

Погруддя Федору Павловичу Франчуку

Франчук Федір Павлович (4 березня 1962 р. - 9 лютого 1982 р.) — афганець, рядовий воїн-інтернаціоналіст. Спеціальність – телефоніст батареї звукової та радіолокаційної розвідки. За грамотні та вмілі бойові дії неодноразово удостоювався подяк командування. 
Народився у сім'ї службовця Павла Федоровича та Ніни Іванівни, в селі Улянове (Гаївка). Батько був військовим, тож сім’я переїжджала з місця на місце. Після школи Федір закінчив морське професійно-технічне училище, рік пропрацював на судно-ремонтному заводі на Півночі, в місті Полярне. До призову на військову службу працював на заводі токарем. У грудні 1980 р. відправлений рядовим на війну в Афганістані (1979—1989), де помер від численних опіків тіла у 1982 році  . Його загін виконував розвідувальне завдання в горах провінції Суруті. На намет, де міцно спали втомлені бійці, напали душмани. А навколо лютував ураганний вітер, здіймав стовпи пилюки та піску. Коли їх знайшли, понівечених, обгорілих, було вже пізно .
В смт. Теофіполь на площі Небесної Сотні, споруджена стела пам’яті землякам, що брали участь у війні в Афганістані. 25 травня 2011 року скульптор Борис Рудий завершив  композицію, встановлюючи тут погруддя Федору Павловичу Франчуку, яке було виготовлене та встановлене на кошти добровільних пожертв. 
Ім'ям Федора Франчука названо одну з вулиць у селі Гаївка. 

## Галерея

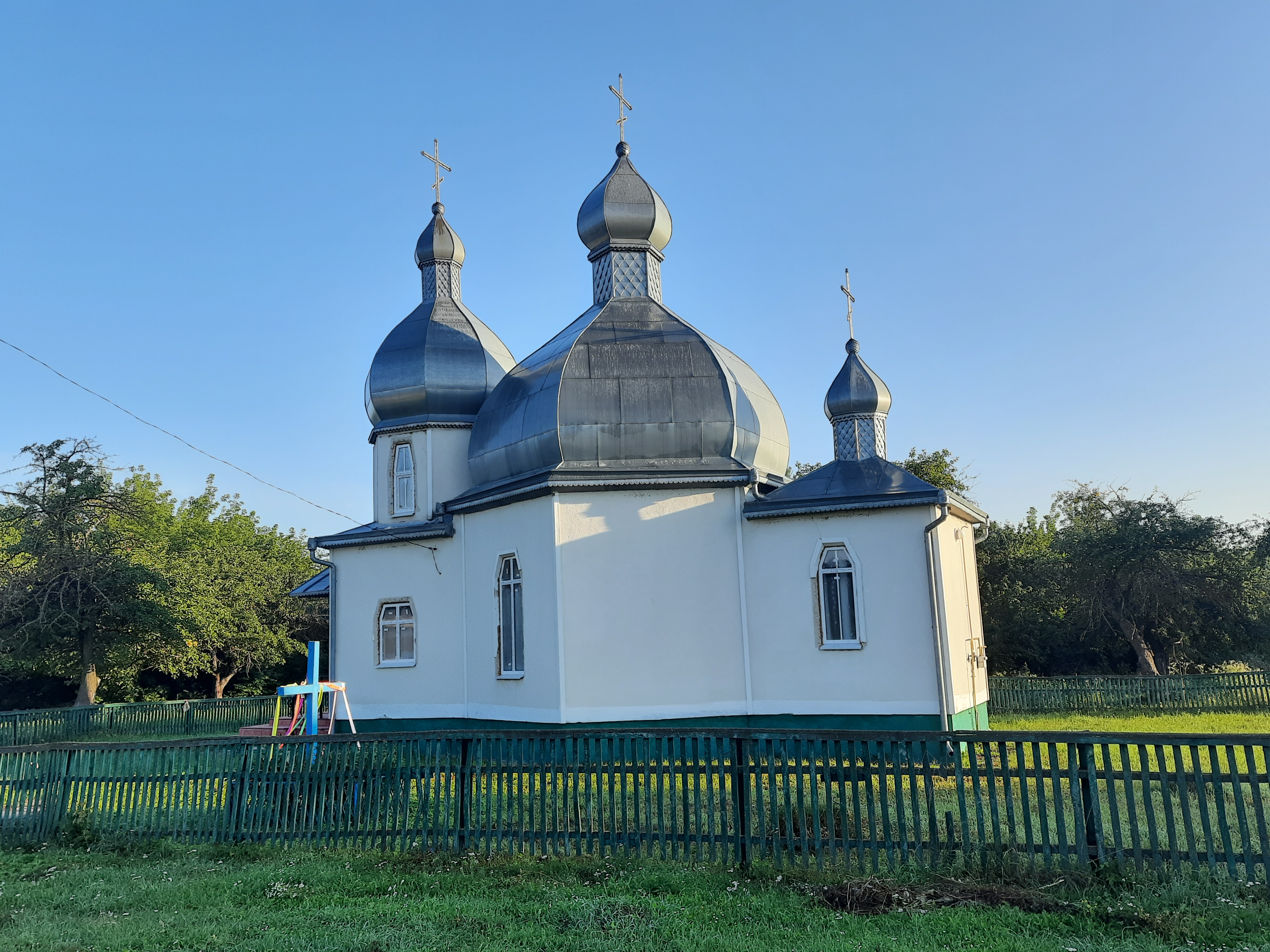
Церква Ікони Божої Матері "Живоносне джерело"
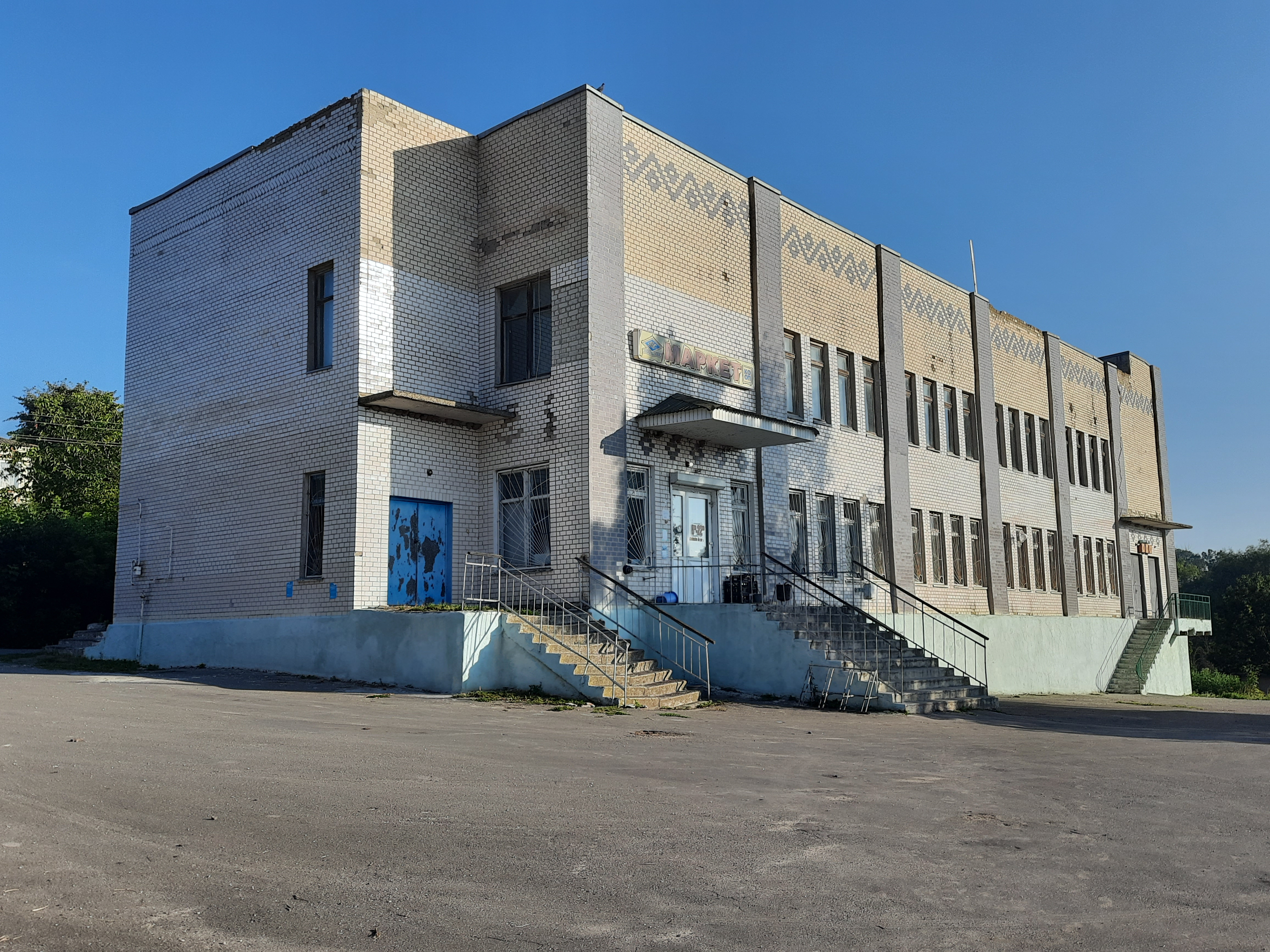
Крамниця
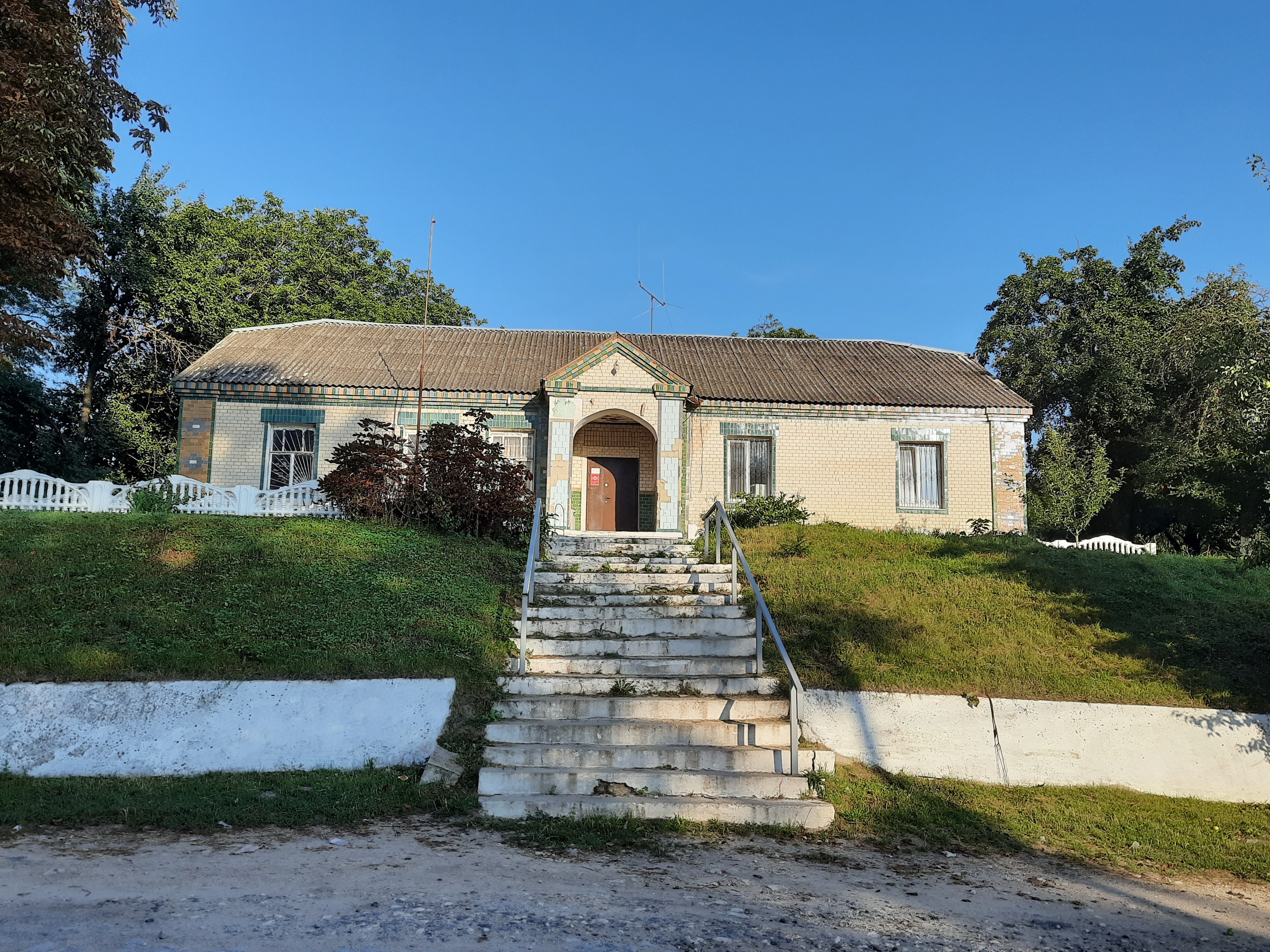
Поштове відділення
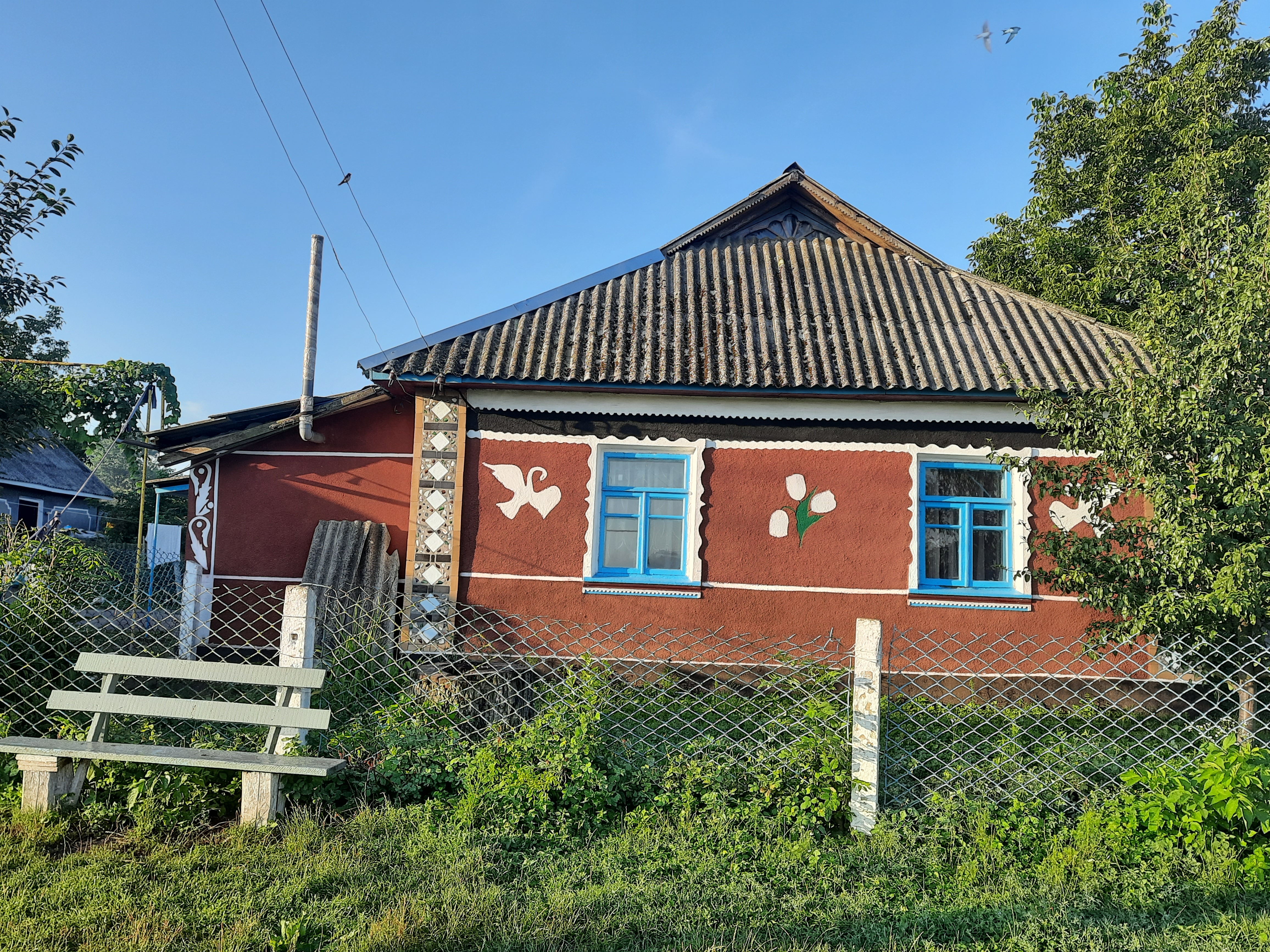
Сільська оселя